# Evgenij Evgen'evič Nesterenko
Evgenij Evgen'evič Nesterenko in russo Евгений Евгеньевич Нестеренко? (Mosca, 8 gennaio 1938 – Vienna, 20 marzo 2021) è stato un basso russo.

## Biografia
Dopo essersi laureato in architettura a San Pietroburgo studiò canto con Vasilij Lukanin al Conservatorio di San Pietroburgo. 
Nel 1965, durante l'ultimo anno di studi, cantò al teatro Malj e in seguito si unì alla compagnia del Teatro Mariinskij.
A Mosca vinse il primo premio al IV Concorso internazionale Čajkovskij che gli consentì di cantare al Bol'šoj.
Si esibì in tutti i più prestigiosi teatri in un repertorio di 80 opere, principalmente in lavori russi.
Insegnò per anni canto al Conservatorio di Mosca e alla Hochschule für Musik di Vienna e presiedette diversi concorsi canori.
Nesterenko è morto a Vienna nel 2021 per complicazioni da Covid-19.

## Repertorio
- Giuseppe Verdi
  - Oberto, Conte di San Bonifacio (Oberto)
  - Macbeth (Banco)
  - Simon Boccanegra (Fiesco)
  - Ernani (Silva)
  - Nabucco (Zaccaria)
  - Rigoletto (Sparafucile)
  - Don Carlo (Filippo II, Grande Inquisitore)
  - Attila (Attila)
  - I vespri siciliani (Procida)
  - Luisa Miller (Conte Walter)
- Modest Petrovič Musorgskij
  - Boris Godunov (Boris Godunov)
- Charles Gounod
  - Faust (Mephistofeles)
- Jacques Fromental Halévy
  - La Juive (Cardinal Brogni)
- Pëtr Il'ič Čajkovskij
  - Eugenio Onegin (Gremin)
- Ildebrando Pizzetti
  - Assassinio nella cattedrale (Thomas Becket)
- Vincenzo Bellini
  - La sonnambula (Conte Rodolfo)
  - Norma (Oroveso)
- Amilcare Ponchielli
  - La Gioconda (Alvise)
- Gioachino Rossini
  - Il barbiere di Siviglia (Don Basilio)
  - Il viaggio a Reims (Lord Sidney)
  - L'italiana in Algeri (Mustafà)
  - La gazza ladra (Fernando)
  - Armida (Rossini) (Idraote)
  - Semiramide (Assur)
- Arrigo Boito
  - Mefistofele (Mefistofele)